# Расим Љајић
Расим Љајић (Нови Пазар, 28. јануар 1964) српски је политичар. Он је бивши потпредседник Владе и министар спољне и унутрашње трговине, туризма и телекомуникација, председник Социјалдемократске партије Србије и бивши председник Санџачке демократске партије. Бивши је министар спољне и унутрашње трговине, туризма, телекомуникација и информационог друштва и потпредседник Владе Републике Србије.

## Биографија
Љајић је рођен 28. јануара 1964. у Новом Пазару у бошњачкој породици. У родном граду је завршио основну школу и гимназију. Медицински факултет завршио је у Сарајеву. У периоду од 1989. до 2000. године радио је као новинар за бројне дневне и периодичне листове на простору бивше СФРЈ.
Политиком се бави од 1990. године, када је изабран за генералног секретара СДА Санџака. Од 1994. године председник је Коалиције Санџак, која је 2000. године преименована у Санџачку демократску партију.
После петооктобарских промена изабран је за министра за националне и етничке заједнице у Влади СРЈ. Након избијања кризе на југу Србије, у децембру 2000. године именован је за потпредседника Координационог тела за општине Прешево, Бујановац и Медвеђа. У августу 2001. године именован је за потпредседника Координационог центра за Косово и Метохију.
Након потписивања Београдског споразума марта 2003. године изабран је за министра за људска и мањинска права у Савету министара СЦГ. Од 2003. до 2006. године обављао је дужност копредседника Мешовитог комитета за економску сарадњу са многим арапским земљама. Од јула 2004. председник је Националног савета за сарадњу са МКТЈ, а од јула 2006. координатор за спровођење Акционог плана за завршетак сарадње са МКТЈ. Од септембра 2005. године председник је Координационог тела за општине Прешево, Бујановац и Медвеђа.
Недељник „Време“ га је прогласио за личност године 2004.
Љајић је 10. априла 2022. године доживео саобраћајну несрећу, у којој је теже повређен. У децембру 2022. године је изабран за потпредседника ЈСД Партизан.
У октобру 2024. године Расим Љајић постаје председник привремене Радне групе ФК Партизан.